# Coruscant Nights
Coruscant Nights (cuya traducción significa Las noches de Coruscant) es una serie de tres libros independientes (sin ser una trilogía) acerca del universo ficticio de la Guerra de las Galaxias, que acontece temporalmente en el llamado Periodo del Imperio: 18 años antes del Episodio IV.
En un principio se habló de una perspectiva galáctica tras las Guerras Clon y los acontecimientos de La venganza de los Sith. El libro cuenta con personajes anteriormente vistos (sobre todo de la Bilogía MedStar) como el droide I-Cinco y Darth Vader.
La primera novela fue publicada el 1 de julio de 2008 en inglés por Del Rey.
Los libros incluidos en esta serie es:
- Jedi Twilight
- Claroscuro (agosto de 2008)
- Patterns of the Force (enero de 2009)

- Datos: Q5173423